# Lobio (plat)
Pour les articles homonymes, voir Lobio.

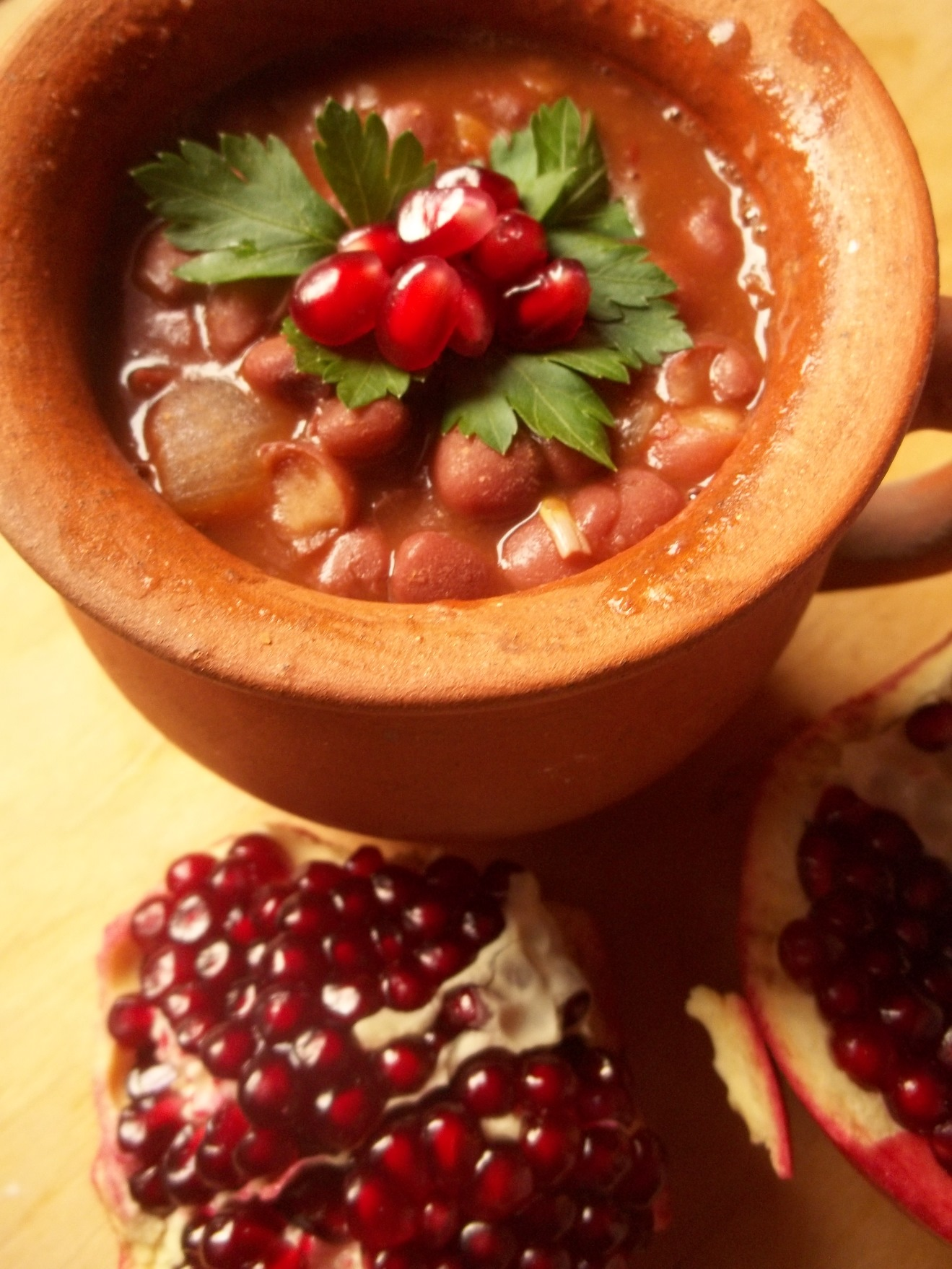
Lobio à la grenade.

Lobio (en géorgien : ლობიო) est un plat traditionnel de la cuisine géorgienne, à base de haricots (cuits ou bouillis) assaisonnés de coriandre, noix, ail et oignons. Servi chaud ou froid, le lobio est décliné en un grand nombre de recettes pouvant parfois être épicées.